# Vindula ardea
Vindula ardea är en fjärilsart som beskrevs av Hans Fruhstorfer 1912. Vindula ardea ingår i släktet Vindula och familjen praktfjärilar. Inga underarter finns listade i Catalogue of Life.